# Gonoglasa nigripalpis
Gonoglasa nigripalpis là một loài bướm đêm trong họ Noctuidae.